# الحد الأدنى للأجور (فرنسا)
يُعرَّف الحد الأدنى للأجور أو الحد الأدنى للأجر المهني، في قانون العمل الفرنسي بأنه الحد الأدنى للأجر المرتبط بالمدة القانونية للعمل البالغة 35 ساعة أسبوعيًا. يُحدد الراتب الشهري الإجمالي عند 1,801.80 يورو (أي 1,426.30 يورو صافيًا) اعتبارًا من 1 نوفمبر 2024.
عُرف سابقًا باسم الحد الأدنى للأجور المهني المضمون [الفرنسية]، ويُعاد تقييم الحد الأدنى بحد أدنى يساوي نصف زيادة القوة الشرائية للأجر الأساسي الساعي للعمال، على عكس الحد الأدنى للأجور المهني المضمون. تُمنح زيادات إضافية من قبل الحكومة عند الحاجة. في عام 2005، حصل 16.3٪ من القوى العاملة على الحد الأدنى. في يناير 2018، بلغ عدد الموظفين في الشركات التابعة للقطاع التنافسي الذين يتقاضون الحد الأدنى حوالي 1.98 مليون موظف، أي 11.5٪ من إجمالي الموظفين، منهم 58.3٪ من النساء. في يناير 2023، ارتفعت النسبة إلى 17.3٪ من العاملين في القطاع الخاص، وهو أعلى معدل مُسجل منذ 30 عامًا، ويرجع ذلك إلى آلية الفهرسة التلقائية وفقًا لتطور الأسعار، وهي آلية غير متاحة لبقية الرواتب.
يرى بعض الاقتصاديين والخبراء أن الحد الأدنى مرتفع للغاية، مما يُشكل عائقًا أمام التوظيف والنمو الاقتصادي دون أن يكون فعالًا في مكافحة الفقر. في المقابل، يجادل آخرون، مثل هنري ستيردنياك، بأن الحد الأدنى لا يُشكل عبئًا على الاقتصاد الفرنسي، نظرًا لأن الوظائف المعنية به لا تواجه منافسة دولية، كما أن الإعفاءات الضريبية تقلل تكلفته على أصحاب العمل بنسبة 25٪، مما يجعله وسيلة لحماية الموظفين الأكثر ضعفًا.

## تاريخ

### خمسينيات القرن العشرين
أنشأ القانون الصادر في 11 فبراير 1950، الحد الأدنى للأجر المهني المضمون وحدد أن «اللجنة العليا للاتفاقيات الجماعية تتولى إعداد ميزانية نموذجية لتحديد الحد الأدنى للأجر المضمون».
يحدد هذا الحد الأدنى، الذي يهدف إلى تعزيز الاستهلاك ومكافحة الفقر، عند 78 فرنكا للساعة في باريس، بينما يكون أقل في الأقاليم. يصل الأجر الأسبوعي إلى 3,120 فرنكا، ويبلغ المعدل الشهري على مدى اثني عشر شهرًا حوالي 13,566 فرنكا.
بين عامي 1950 و1958، بقي معدل التضخم في فرنسا، رغم ارتفاعه الملحوظ، أدنى من معدل النمو، إلا أن العملة شهدت سلسلة من التخفيضات، خصوصًا في عام 1958، ما أدى إلى إنشاء الفرنك الجديد. بحلول عام 1960، وصل الحد الأدنى للأجر في الساعة إلى 1.6385 فرنكًا جديدًا.

### ستينيات القرن العشرين
رفعت اتفاقيات غرينيل [الفرنسية] في عام 1968 الحد الأدنى للأجر الشهري إلى 520 فرنكا.

### سبعينيات وثمانينيات القرن العشرين
حل الحد الأدنى للأجر المهني محل الحد الأدنى للأجر المهني المضمون اعتبارًا من 23 أغسطس 1970، بموجب القانون 70-7 الصادر عن رئيس الوزراء جاك شابان دلماس في 2 يناير 1970 والمرسوم رقم 70-160 المؤرخ في 27 فبراير 1970.

### تسعينيات وألفينيات القرن العشرين
شهدت الفترة بين 1997 و2005 زيادات كبيرة في الحد الأدنى للأجور، أدت الزيادات الكبيرة إلى ارتفاع الحد الأدنى بمعدل أسرع من متوسط الأجور، مما أدى إلى "تسطيح هرم الأجور"، أي تقليص الفجوة بين الأجور الدنيا والعليا. ارتفعت نسبة العاملين الذين يتقاضون الحد الأدنى للأجر من حوالي 10% خلال الفترة 1987-1996 إلى أكثر من 16% في عام 2005. كما شهد العمال الذين يتقاضون الحد الأدنى للأجر تحسنًا في قدرتهم الشرائية بمعدل أسرع من بقية الأجور، حيث لحقت الأجور المنخفضة تدريجيًا بالحد الأدنى للأجور، نظرًا لكونها تنمو بمعدل أبطأ منه.
خلال التسعينيات وبداية الألفية الجديدة، خفّضت الحكومات الاشتراكات الاجتماعية المفروضة على الأجور المنخفضة، بهدف الحد من ارتفاع تكاليف العمالة في الوظائف ذات الدخل المحدود، خاصة عند مستوى الحد الأدنى للأجر، وذلك لدعم التوظيف. لكن هذا الإجراء كان له أثر جانبي غير مقصود، حيث أدى إلى زيادة نسبة العاملين الذين يتقاضون الحد الأدنى للأجر بسبب ما يُعرف بـ "فخ الأجور المنخفضة"، حيث يبقى العديد من العمال محصورين في وظائف لا تتجاوز هذا الحد الأدنى.
كما أسفر تخفيض عدد ساعات العمل من 39 إلى 35 ساعة بين 1997 و2002 عن إنشاء خمسة مستويات مختلفة للحد الأدنى للأجور. بين عامي 2003 و2005، جرت عملية توحيد هذه المستويات بموجب "قانون فيون" المتعلق بتخفيض وقت العمل، عبر آلية تدريجية أفضت إلى زيادة كبيرة في الحد الأدنى للأجر، الذي ارتفع بأكثر من 5.5% سنويًا في المتوسط خلال الأعوام 2003-2005.